# إعادة تأهيل القلب
إعادة تأهيل القلب (CR)  (بالإنجليزية: Cardiopulmonary rehabilitation) هو فرع من فروع الطب التأهيلي الغرض منه تحسين الاداء الجسدي عند المرضى الذين يعانون من أمراض القلب أو جراحات القلب الحديثة. يمكن توفير خدمات CR خلال فترة الاستشفاء  أو في العيادات الخارجية. في حين أن «الغراء» هو ممارسة لإعادة تأهيل القلب، تتطور البرامج لتصبح مراكز وقائية شاملة حيث يتم تقديم جميع جوانب الرعاية الوقائية لأمراض القلب. وهذا يشمل العلاجات الغذائية، وبرامج فقدان الوزن، وإدارة شذوذ الدهون مع النظام الغذائي والدواء، ومراقبة ضغط الدم، وإدارة مرض السكري، وإدارة الإجهاد. يتم دعم برامج التمرينات الرياضية والوقاية من قبل جمعية القلب الأمريكية والكلية الأمريكية لأمراض القلب.